# 물금역
물금역(Mulgeum station, 勿禁驛)은 경상남도 양산시 물금읍 물금리에 있는 경부선의 철도역이며 양산화물선의 기점이다. 양산시내와는 가장 가까운 거리의 철도역으로, 하루 편도 59편(상행 31편, 하행 28편)의 무궁화호와 ITX-새마을이 정차한다. 2023년 12월 29일부터 KTX 고속열차가 평일 8회, 토요일 12회, 일요일 11회 정차한다.

## 역사
- 1905년 1월 1일 : 영업 개시
- 1939년 6월 1일 : 구 역사 신축
- 2003년 9월 23일 : 현 역사 신축
- 2006년 5월 10일 : 양산화물선 개통
- 2009년 10월 31일 : 화물 취급 중지[1]
- 2014년 6월 30일 : ITX-새마을 왕복 2회 운행 개시
- 2014년 10월 1일 : 남도해양열차(S-Train) 운행 개시
- 2023년 12월 29일 : KTX 정차 개시
- 2024년 5월 1일 : ITX-마음 정차 개시

## 역 구조
승강장은 2면 4선의 쌍섬식 승강장으로 운용된다.

### 승강장
| ↑원동       |
| ２ \| １ \| |
| 화명↓       |

| 1 | 경부선 | KTX ITX-새마을 ITX-마음 무궁화호 | 부전 · 부산 방면                                   |
| 2 | 경부선 | KTX ITX-새마을 ITX-마음 무궁화호 | 동대구 · 서울 · 마산 · 순천 · 광주송정 · 목포 방면 |

## 역 주변
- 물금탑마트
- 물금우체국
- 물금읍 행정복지센터
- 물금취수장
- 양산증산신도시
- 물금버거킹
- 황산공원
- 황산캠핑장

## 주위 관광지
- 법기수원지
- 홍룡폭포
- 통도사
- 내원사
- 배내골
- 오봉산 임경대

## 사진

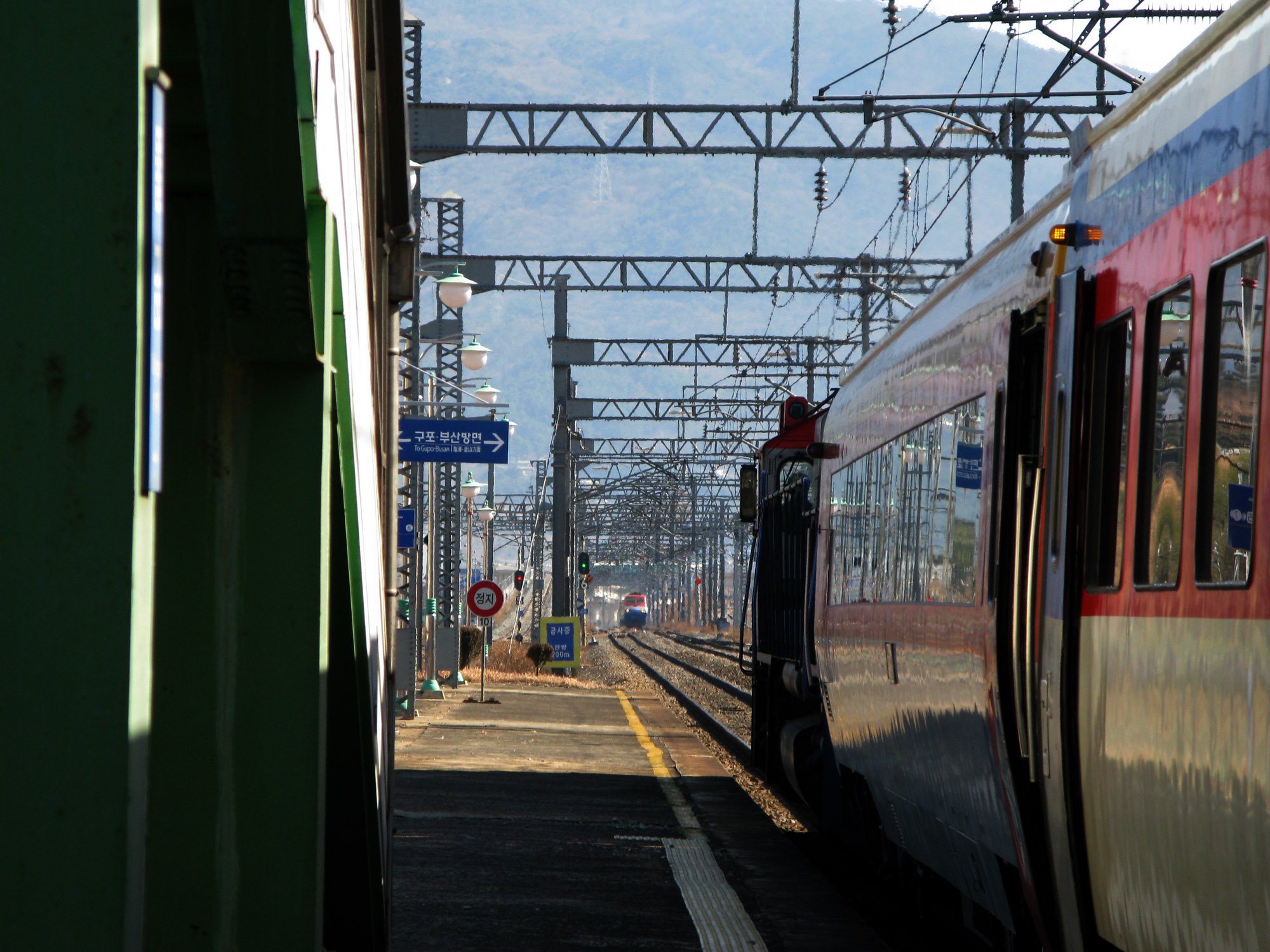
승강장 (부산 방향)
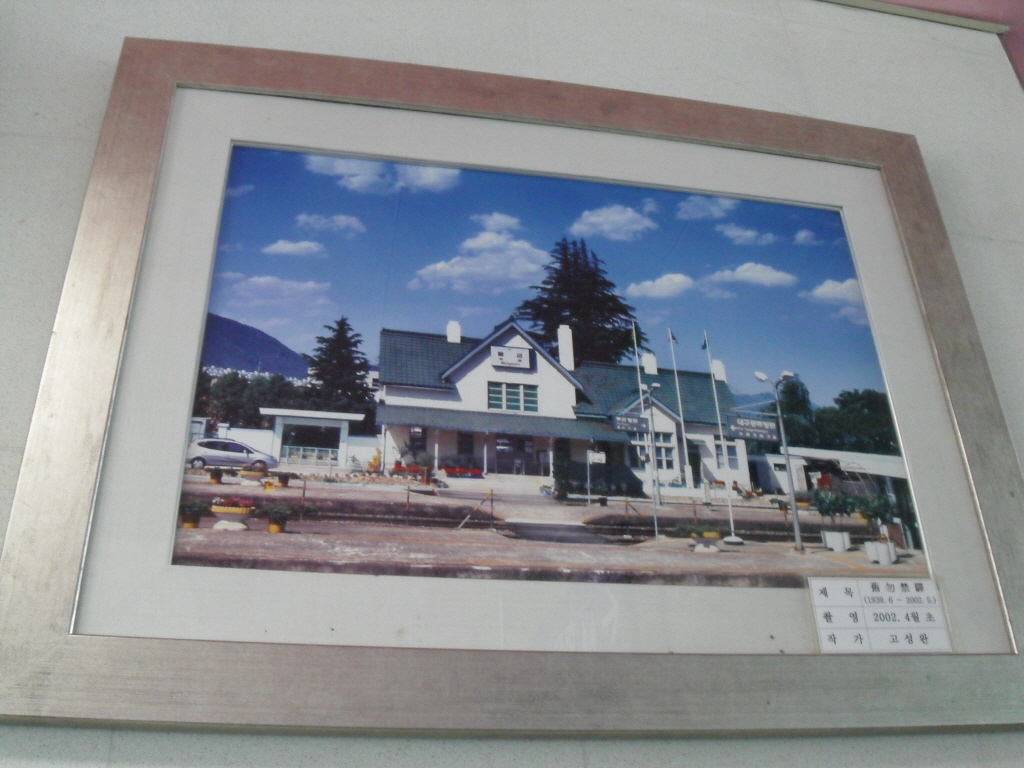
역사내에 전시된 구 역사(1939~2002) 사진
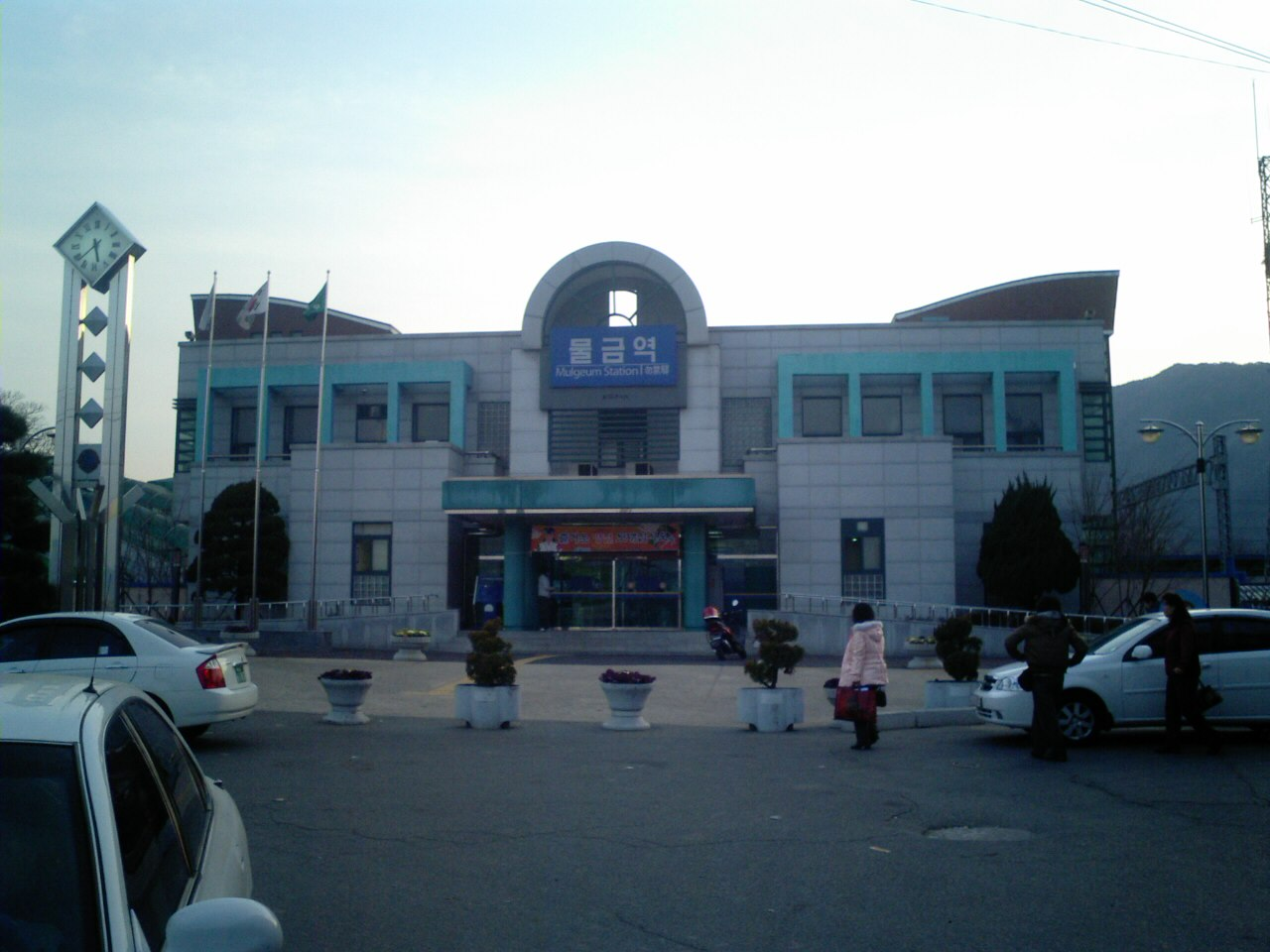
역사

## 인접한 역
| 경부선                   | 경부선                 | 경부선                   |
| ------------------------ | ---------------------- | ------------------------ |
| 밀양 행신 방면           | KTX 경부선 구포 경유   | 구포 부산방면            |
| 삼랑진 서울 방면         | ITX-새마을 경부선      | 구포 부산방면            |
| 밀양 서울 방면           | ITX-마음 경부선        | 구포 부산방면            |
| 원동 서울 방면 목포 방면 | 무궁화호 경부선 경전선 | 화명 부산 방면 부전 방면 |
| 삼랑진 광주송정 방면     | 남도해양열차           | 구포 부산 방면           |